# 110. pr. n. št.
110. pr. n. št. je deveto desetletje v 2. stoletju pr. n. št. med letoma 119 pr. n. št. in 110 pr. n. št.. 